# Catalina Sky Survey

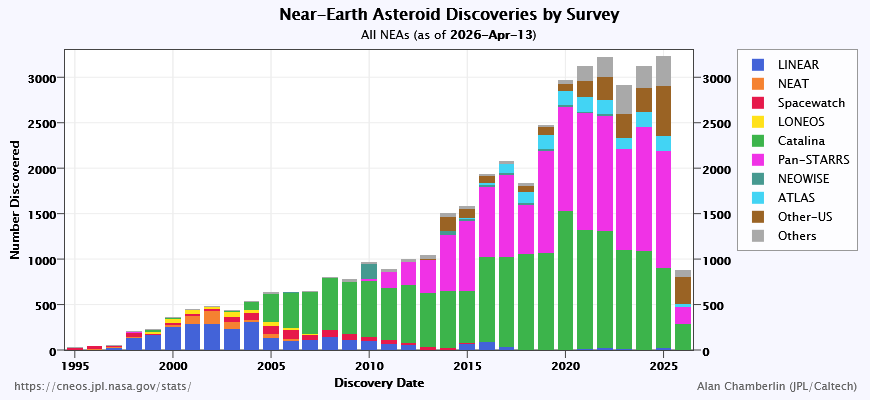
Numărul de obiecte din apropierea Pământului detectate de diferite programe

Catalina Sky Survey (prescurtat CSS) este un proiect de căutare  cometelor și asteroizilor, precum și de detecție a obiectelor din apropierea Pământului. 
CSS folosește trei telescoape: un telescop f/2 de 1,5 metri (60 inch) de pe vârful Mt. Lemmon, un telescop f/ 1.7 Schmidt de 68 cm (27 inch) lângă Mt. Bigelow (amândouă în Tucson, zona AZ) și un telescop f/3 Uppsala Schmidt de 0.5 metri (20 inch) aflat la Observatorul Siding Spring din Australia.